# Nietneria
Nietneria, rod trajnica ili rizomatoznih geofit iz porodice Nartheciaceae, 
Postoje dvije vrste iz tropske Južne Amerike: Brazil (tepui Serra Aracá), Venezuela i možda Gvajana, na planininama Roraima.

## Vrste
1. Nietneria corymbosa Klotzsch & M.R.Schomb.
2. Nietneria paniculata Steyerm.